# Sveti Petar (Mali Bukovec)
Sveti Petar is een plaats in de gemeente Mali Bukovec in de Kroatische provincie Varaždin. De plaats telt 803 inwoners (2001).